# Gaisalpe
Gaisalpe (mundartlich: Gaisalp) ist ein Gemeindeteil der Marktgemeinde Oberstdorf im bayerisch-schwäbischen Landkreis Oberallgäu.

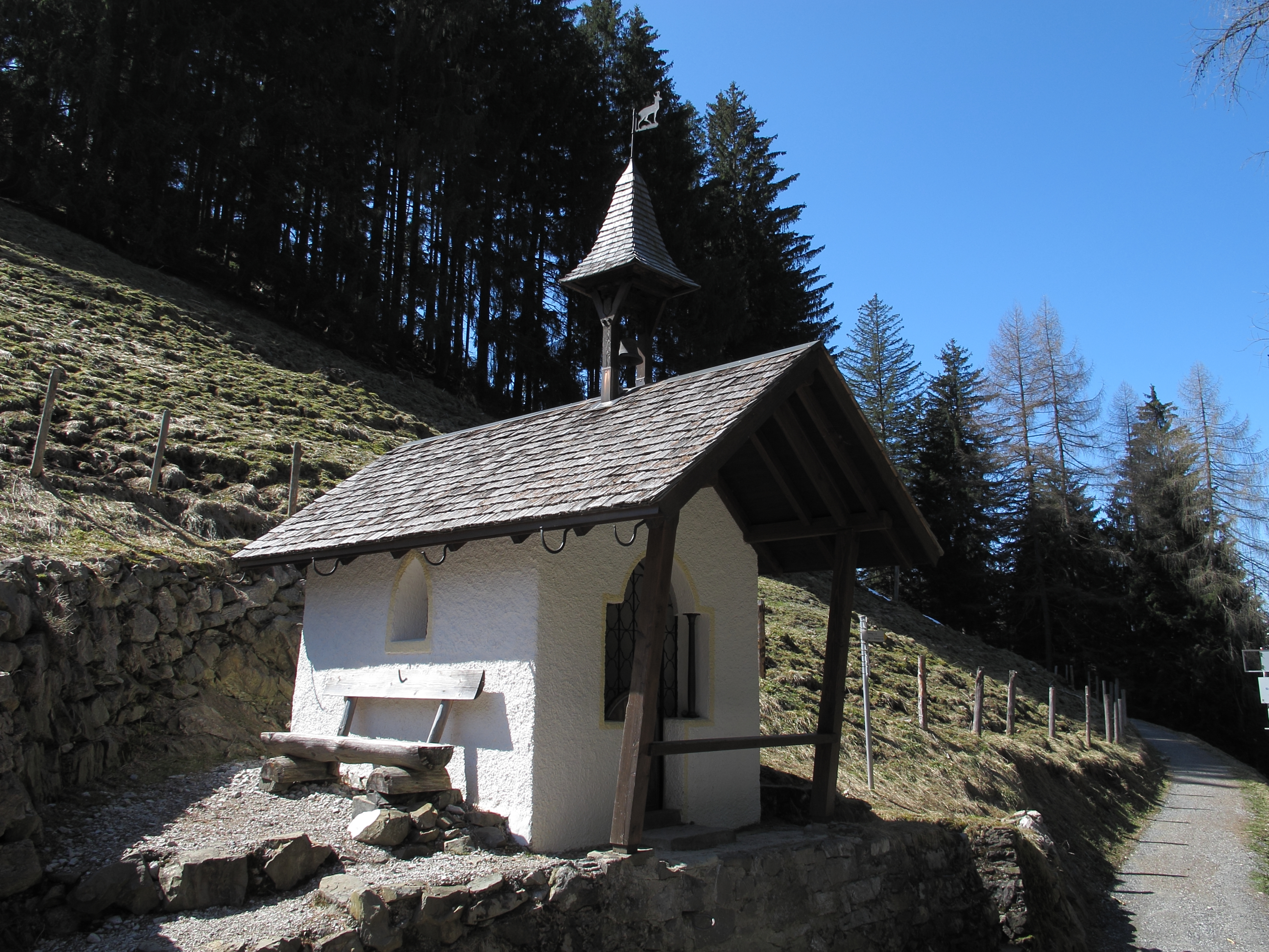
Marienkapelle

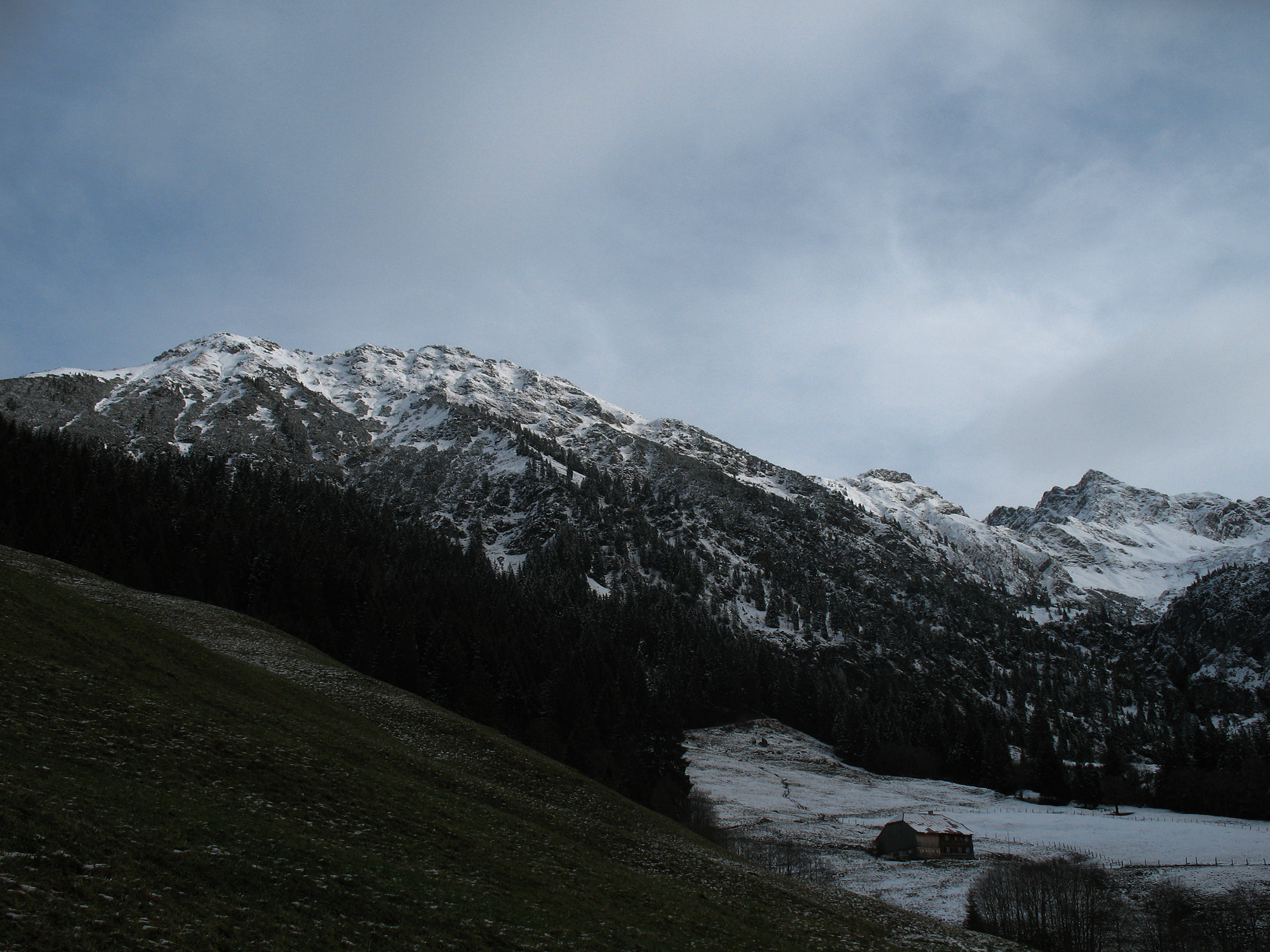
Untere Richtersalpe unterhalb des Entschenkopfs

## Geographie
Die Einöde liegt circa vier Kilometer nordöstlich des Hauptorts Oberstdorf unterhalb des Rubihorns und des Entschenkopfs. Südöstlich von Gaisalpe befindet sich der Untere Gaisalpsee.

## Ortsname
Der Ortsname bezieht sich auf das mittelhochdeutsche Wort geiʒ für Ziege, Geiß und bedeutet (Siedlung auf der) Alpe, auf der Geißen weideten.

## Geschichte
Gaisalpe wurde erstmals urkundlich im Jahr 1428 genannt als das Hochstift Augsburg ein Wäldlein an Gaißalb von Hans Schratt für 5 Pfund Haller kaufte. Das gesamte Alpgebiet zwischen dem Rubihorn und dem Entschenkopf wurde zu dieser Zeit als Gaisalpe bezeichnet. 1486 wird die unter Gayß Alb, hochstiftische Lehen, an einige Bauern verliehen. Im Jahr 1488 entbrannte ein Streit zwischen dem Hochstift Augsburg und dem Grafen Hugo von Montfort um den Gaisalpsee. Der Erzbischof von Mainz entschied den Streit um den zuvor den Herren von Heimenhofen gehörenden See zugunsten des Hochstifts. Im Jahr 1534 befanden sich vier dauerhaft bewohnte Anwesen auf der Gaisalpe. Die Familie Schratt war im Jahr 1604 im Besitz aller vier Anwesen. 1650 baute der Bischof von Augsburg eine Fischerhütte am Gaisalpsee. Die Marienkapelle wurde um 1792 durch Joh. Jakob Schratt erbaut. Im 19. Jahrhundert wurden die Anwesen auf der Gaisalpe sukzessive in Alpen umgewandelt. 1860 befanden sich drei Senn- und Galtalpen für 22 Kühe, 16 Rinder und 14 Geißen im Ort. Im Jahr 1866 wurde die Marienkapelle erneuert. Ende des 19. Jahrhunderts wurde eine Sommerwirtschaft in Gaisalpe eröffnet, wodurch der Fremdenverkehr im Ort aufkam. Der Höhenweg von Oberstdorf wurde 1928 durch eine Initiative von Max Wallraf angelegt. 1952 gehörten zu Gaisalpe die Alpen Drehersberg, Prinzenbergle, Richtersbergle und Gschwenderberg.

## Baudenkmäler
Siehe: Liste der Baudenkmäler in Gaisalpe